# Kleinsporige vlekplaat
De kleinsporige vlekplaat (Panaeolus guttulatus) is een schimmel behorend tot de familie Galeropsidaceae. Hij leeft saprotroof, voornamelijk op oude uitwerpselen van koeien, paarden en schapen, soms op humeuze (bemeste?) bodem. Hij is vooral bekend van bemeste en onbemeste graslanden, maar ook in parken, wegbermen en bossen (o.a. langs ruiterpaden) op allerlei grondsoorten.

## Kenmerken

### Uiterlijke kenmerken
De hoed heeft een diameter tot 25 mm. De vorm is plat met een bult. Het is duidelijk radiaal gerimpeld. Het oppervlak is okergrijs. De hoed heeft scherpe randen, dun vruchtvlees. De huid is bedekt met blaasjes tot peervormige knobbels, zelden op een korte, gladde steel.
Lamellen
De lamellen zijn dun, buikig, dicht bij elkaar en zijn vertakt met tussenlamellen. 
Steel
De steel heeft een lengte tot 37 mm en een dikte tot 2 mm. steelvoet is 3 mm, cilindrisch. Het oppervlak is oker, licht glanzend, gegroefd aan de bovenkant, met wit mycelium aan de basis.
Sporenprint
De sporenprint is zwartbruin.

### Microscopische kenmerken
De sporen zijn meestal ellipsvormig-eivormig (het breedst aan de top), maar soms ook enigszins schuin, donkerbruin, glad, dikwandig, met een kiempore en afmeting 8-10 × 4-4,5 µm. De sporen zijn niet of nauwelijks afgeplat in vooraanzicht.
Er zijn geen pileocystidia en pleurocystidia aanwezig. De cheilocystidia zijn cilindrisch tot nauw knotsvormig en meten 30-40 × 18-22 µm, aanvankelijk glazig. Volgroeid hebben ze gele inhoud, waarvan het pigment onoplosbaar is in KOH. De basidia zijn 4-sporig, kort, knotsvormig, met een gesp op het septum en meten 23 × 21 µm.

## Taxonomie
Het werd voor het eerst beschreven door Giacomo Bresadola in 1883 op zandgrond onder naaldbomen in Italië. 

## Verspreiding
Het voorkomen van de kleinsporige vlekplaat is bekend van Europa en Noord-Amerika. In Nederland komt hij zeldzaam voor. Hij staat op de rode lijst in de categorie 'bedreigd'.